# Armistițiul de la Salonic

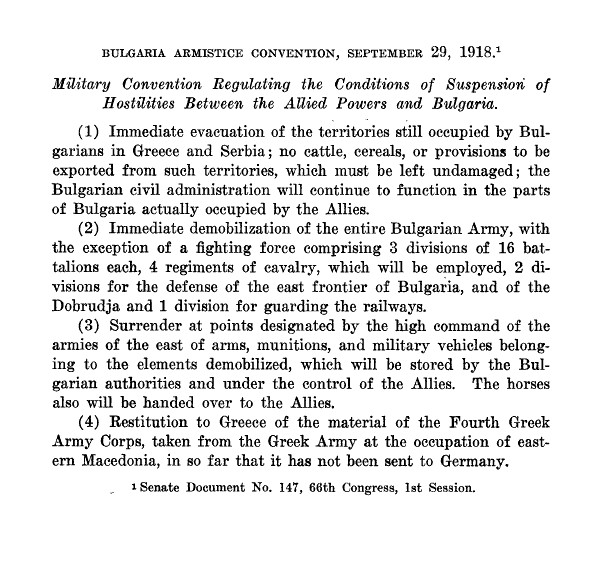
Termenii oficiali ai Armistițiului cu Bulgaria.

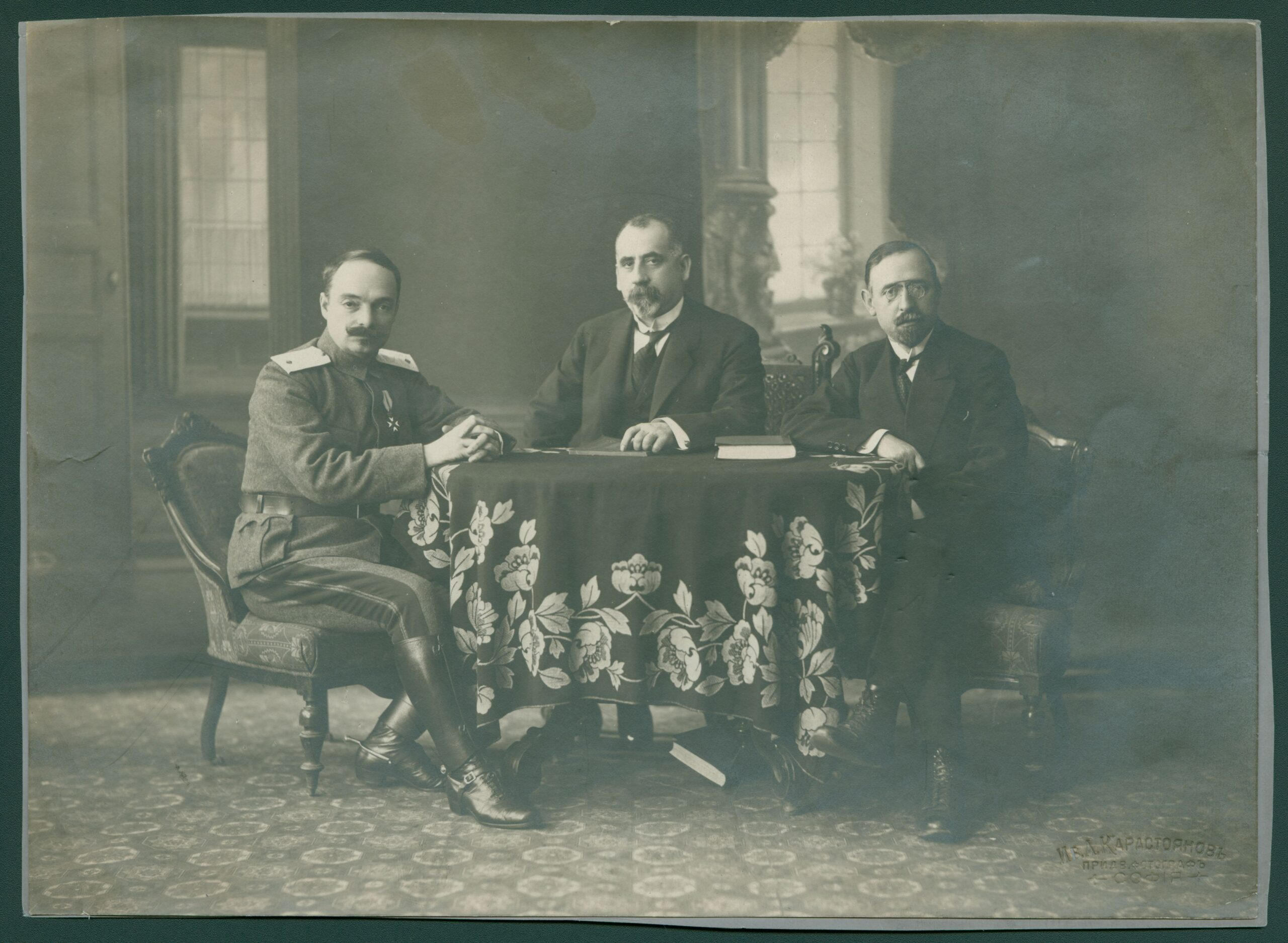
Delegații bulgari: general-maior Ivan Lukov, Andrei Liapcev și Simeon Radev.

Armistițiul de la Salonic (cunoscut, de asemenea, ca Armistițiul de la Tesalonic) a fost semnat la 29 septembrie 1918 între Bulgaria și Puterile Aliate la Salonic. Încheierea acestei convenții a avut loc ca urmare a unei cereri formulate de guvernul bulgar pe 24 septembrie pentru încetarea focului. Armistițiul a pus capăt participării Bulgariei în Primul Război Mondial de partea Puterilor Centrale și a intrat în vigoare pe frontul bulgar la amiaza zilei de 30 septembrie. Armistițiul reglementa demobilizarea și dezarmarea forțelor armate bulgare.
Semnatarii au fost, pentru Aliați, generalul francez Louis Franchet d'Espérey, comandantul Armatei Aliate din Orient, și o comisie numită de către guvernul bulgar, compusă din generalul Ivan Lukov (membru al Marelui Cartier al Armatei Bulgare), Andrei Liapcev (membru al guvernului) și Simeon Radev (diplomat).

## Termeni
Condițiile armistițiului prevedeau încetarea imediată a tuturor activităților militare bulgare. Se cerea evacuarea teritoriile grecești și sârbești ocupate de bulgari, erau instituite limite și restricții referitoare la dimensiunea forțelor militare ale Bulgariei și cerea ca Bulgaria să restituie echipamente militare care fuseseră confiscate de la Corpul de Armată IV al Greciei în timpul ocupării de către bulgari a Macedoniei de Est în 1916. Trupele germane și austro-ungare trebuiau să părăsească Bulgaria în decurs de 4 săptămâni. Bulgaria și, mai ales, Sofia nu urmau să fie ocupate, dar Aliații aveau dreptul de a ocupa temporar unele puncte strategice și de a transfera trupe pe teritoriul bulgar. 
Potrivit articolului cinci din Armistițiu aproximativ 150 000 de soldați bulgari care se aflau la vest de Skopje erau luați de Antanta ca ostatici.
Francezii urmau să trimită trupe în România, iar britanicii și grecii în Turcia Europeană, care se afla la acel moment încă în război cu Aliații. 
Documentul a rămas în vigoare până la încheierea tratatului de pace final (Tratatul de la Neuilly-sur-Seine, în noiembrie 1919).